# Зибачинський (Жибачинський) Степан
Зибачинський (Жибачинський) Степан (01.12.1894, с. Горошівці, Австро-Угорщина — †травень 1948, м. Бухарест, Румунія) — четар УГА.

## Життєпис
Народився в с. Горошівці (повіт Заставна на Буковині) в родині надучителя народних шкіл Андрія Зибачинського, згодом управителя шкіл в селах Юрківці та Ленківці. З 1905 р. навчався в українській гімназії м. Кіцмань, під час навчання мешкав в «І Українській Бурсі» — інтернаті для позаміських українських дітей, які навчалися в середніх школах м. Кіцмань. Після складання матуральних іспитів за скороченою процедурою в 1915 р. вступив до австрійської армії як однорічний доброволець.
З жовтня 1916 р. офіцер-аспірант резерву 36-го полку піхоти крайової оборони. З лютого 1917 р. іменований лейтенантом резерву 36-го полку стрільців. В серпні 1918 р. разом з трьома іншими старшинами 36-го полку стрільців (надпоручником Петром Зволинським, поручником Іллею Мельником, хорунжим Осипом Гормусом) займався справою впорядкування могили Ю. Федьковича в Чернівцях.

## Події в Ясіні та Сигітська операція
Після розвалу Австро-угорської монархії вступив до української армії як четар УГА в 36 полку піхоти гетьмана Мазепи в Коломиї. Учасник першої (з чотирьох) виправи УГА на Закарпаття, що розпочалася 07.01.1919 р. Командував ударною групою, яка складалася з 3 старшин (четарі-буковинці С. Зибачинський, Є. Поповецький та Ю. Циганюк), шести підстаршин, 14 стрільців та двох ясінських гуцулів, які, виїхавши схованими в товарному вагоні з Коломиї 07.01.1919 р. о 19.00, прибули до с. Ясіня о 1.00 08.01.1919 р. Об'єднавшись з загоном озброєних місцевих гуцулів під командою С. Клочурака, ударна група захопила над ранок всі важливі позиції в Ясіні, роззброївши та полонивши в казармах 250 угорських вояків та 5 офіцерів, здобувши, зокрема, 4 скоростріли та 26 рушниць. Ціла Ясіня була в українських руках, на будинку вокзалу вивішено синьо-жовтий прапор. Того ж дня з Коломиї прибуло підкріплення під командою поручника П. Зволинського, який перебрав адміністративну управу Ясіні та околиць. 10.01.1919 прибула сотня стрільців з Косова під командою сотника М. Саєвича та чета стрільців з Коломиї під поручника В. Воробця, який перебрав команду цілої групи і готував її до походу на Сиґіт. За допомогою здобутої в Ясіні зброї та амуніції вдалося озброїти два гуцульських курені по 400 стрільців кожен з місцевих добровольців.
11.01.1919 р. на нараді старшин ухвалено наступати на Сиґіт, наступ призначено на 14.01.1919 р. В наступі на Сиґіт С. Зибачинський командував пробоєвим відділом, що нараховував 16 стрільців і просувався залізницею на імпровізованому панцирному потязі. Виступивши з Ясіня о 9.00, Сиґітська група УГА того ж дня о 14.00 вже здобула окружне місто Рахів. Далі просувалися до Сиґота, роззброюючи по дорозі угорських військових та розпорошуючи їх. 15.01.1919 р. група захопила м. Сиґіт та перебрала владу в українські руки. Невдовзі почався наступ румунських військ з с. Велика Баня, і 17.01.1919 р. о 14.00 українські частини стали відступати, отримавши наказ з Коломиї не вступати в бойові дії з румунами. Румунські війська відкрили сильний вогонь по ешелону, розібравши перед тим частину колії. Понад сотню українських військових було застрелено, і ще понад чотири сотні потрапили в полон. С. Зибачинський був в числі поранених, яких залишено в шпиталі м. Сиґіт, а 15.02.1919 р. відіслано до в'язниці м. Діс (тепер м. Деж). 29.02.1919 р. всіх поранених відіслано до табору в м. Германштадт (тепер м. Сібіу), де вони приєдналися в бараках до решти полонених учасників Сиґітської групи УГА. 12.04.1919 р. С. Зибачинський знову потрапив до шпиталю, звідки йому вдалося втекти на Буковину, де він перебував від початку серпня до середини вересня 1919 р., коли він приєднався до Буковинського Куреня в Могилеві-Подільському. 26.09.1919 р. брав участь у похороні сотника Буковинського Куреня О. Кантеміра в Могилеві. 14.10.1919 р., після дев'ятимісячного ув'язнення, румуни переправили човнами через Дністер до Могилева-Подільського 320 стрільців і 19 старшин колишньої Сиґітської групи УГА.
Після війни мешкав у Чернівцях. Член правління Спортивного клубу «Довбуш» з 13.02.1921 р. В 1940-х рр. працював юридичним консультантом румунської державної залізниці. Помер і похований в Бухаресті (Румунія).
Автор укладених в різні роки спогадів про Мармарош-Сиґітську операцію УГА в січні 1919 року, важливого джерела з української військової історії Закарпаття.